# مولدة المادة الغروية

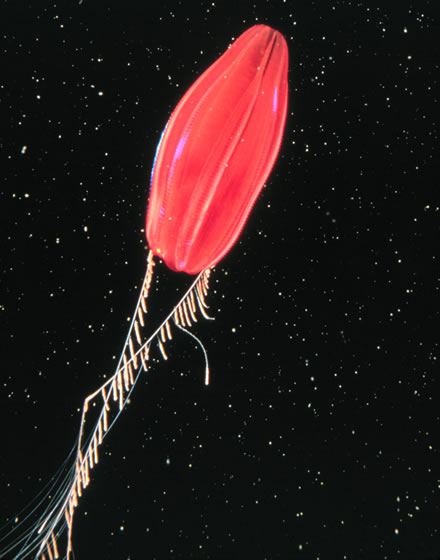

مولدة المادة الغروية (بالإنجليزية: Colloblast)‏، هي نوع خاص من الخلايا الموجودة في المشطيات، وهي منتشرة بكثرة في مجسّات هذه الحيوانات وتُستخدم لالتقاط الفرائس، تنفجر هذه الخلايا عند التقاط العوالق الحيوانيّة مُعطيةً مادة لاصقة قوية. تتكون موّلدة المادة الغروية من خيوط دوّامة متواجدة في الأنسجة الجلدية وخيوط تتمحور حول قبة الحبيبات. سطح هذه الخلايا يحتوي على حبيبات يوزيني التي يُعتقد بأنها مصدر تكوين المادة اللاصقة.